# Matriz de rotación
En álgebra lineal, una matriz de rotación es la matriz que representa una rotación en el espacio euclídeo. Por ejemplo, la matriz
{\displaystyle R(\theta )={\begin{bmatrix}\cos \theta &-\operatorname {sen} \theta \\[3pt]\operatorname {sen} \theta &\cos \theta \\\end{bmatrix}}}
representa la rotación de θ grados del plano en sentido antihorario. En tres dimensiones, las matrices de rotación representan las rotaciones de manera concisa y se usan frecuentemente en geometría, física e informática.  
Aunque en la mayoría de las aplicaciones se consideran rotaciones en dos o tres dimensiones, las matrices de rotación pueden definirse en espacios de cualquier dimensión. Algebraicamente, una matriz de rotación es una matriz ortogonal de determinante uno:
{\displaystyle R^{T}=R^{-1}\quad {\text{y}}\quad \det R=1.}
Las matrices de rotación son cuadradas y con valores reales. Sin embargo, se pueden definir sobre otros cuerpos. El conjunto de todas las matrices de rotación de dimensión n × n forma un grupo que se conoce como grupo de rotaciones (o grupo ortogonal especial).

## En dos dimensiones

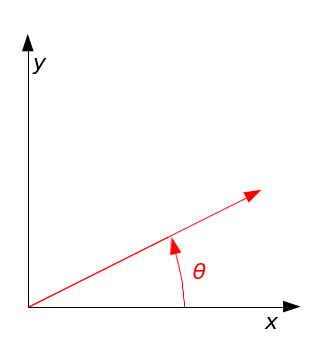
Una rotación en sentido antihorario de un vector con un ángulo θ. El vector se alinea inicialmente con el eje x.

En dos dimensiones la matriz de rotación tiene la siguiente forma:
{\displaystyle R(\theta )={\begin{pmatrix}\cos \theta &-\operatorname {sen} \theta \\\operatorname {sen} \theta &\cos \theta \\\end{pmatrix}}}.
Para rotar vectores columna, se multiplica por la matriz de la siguiente forma:
{\displaystyle {\begin{pmatrix}x'\\y'\\\end{pmatrix}}={\begin{pmatrix}\cos \theta &-\operatorname {sen} \theta \\\operatorname {sen} \theta &\cos \theta \\\end{pmatrix}}{\begin{pmatrix}x\\y\\\end{pmatrix}}}.
Así las coordenadas {\displaystyle (x',y')} del punto {\displaystyle (x,y)} después de la rotación son:
{\displaystyle x'=x\cos \theta -y\operatorname {sen} \theta \,},
{\displaystyle y'=x\operatorname {sen} \theta +y\cos \theta \,}.
La dirección del vector rotado es antihoraria si θ es positiva (por ejemplo 90°), y tiene sentido horario si θ es negativo (por ejemplo -90°). Por lo tanto la matriz de rotación horaria es:
{\displaystyle R(-\theta )={\begin{pmatrix}\cos \theta &\operatorname {sen} \theta \\-\operatorname {sen} \theta &\cos \theta \\\end{pmatrix}}\,}.
Se observa que el caso de dos dimensiones es el único caso no trivial donde el grupo de matrices de rotación es conmutativo, esto quiere decir que no importa el orden en que se realicen varias rotaciones.

## En tres dimensiones

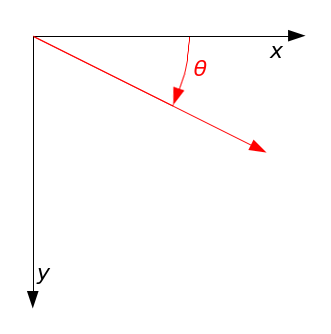
Una rotación en el sentido de las manecillas del reloj.

### Rotaciones básicas
Las siguientes matrices de rotación realizan rotaciones de vectores alrededor de los ejes x, y, o z, en el espacio de tres dimensiones:
{\displaystyle {\begin{alignedat}{1}R_{x}(\theta )&={\begin{pmatrix}1&0&0\\0&\cos \theta &-\operatorname {sen} \theta \\[3pt]0&\operatorname {sen} \theta &\cos \theta \\[3pt]\end{pmatrix}}\\[6pt]R_{y}(\theta )&={\begin{pmatrix}\cos \theta &0&\operatorname {sen} \theta \\[3pt]0&1&0\\[3pt]-\operatorname {sen} \theta &0&\cos \theta \\\end{pmatrix}}\\[6pt]R_{z}(\theta )&={\begin{pmatrix}\cos \theta &-\operatorname {sen} \theta &0\\[3pt]\operatorname {sen} \theta &\cos \theta &0\\[3pt]0&0&1\\\end{pmatrix}}\end{alignedat}}}
Cada una de estas tres rotaciones básicas se realiza en sentido antihorario alrededor del eje, considerando un sistema de coordenadas con la regla de la mano derecha.

### Rotación en torno a un eje arbitrario
Si se tiene un eje arbitrario definido por el vector unitario {\displaystyle {\vec {u}}=(u_{x},u_{y},u_{z})}, donde {\displaystyle u_{x}^{2}+u_{y}^{2}+u_{z}^{2}=1}, la matriz de rotación de un ángulo θ sobre el eje definido por el vector u viene dada por: 
{\displaystyle R={\begin{pmatrix}\cos \theta +u_{x}^{2}\left(1-\cos \theta \right)&u_{x}u_{y}\left(1-\cos \theta \right)-u_{z}\operatorname {sen} \theta &u_{x}u_{z}\left(1-\cos \theta \right)+u_{y}\operatorname {sen} \theta \\u_{y}u_{x}\left(1-\cos \theta \right)+u_{z}\operatorname {sen} \theta &\cos \theta +u_{y}^{2}\left(1-\cos \theta \right)&u_{y}u_{z}\left(1-\cos \theta \right)-u_{x}\operatorname {sen} \theta \\u_{z}u_{x}\left(1-\cos \theta \right)-u_{y}\operatorname {sen} \theta &u_{z}u_{y}\left(1-\cos \theta \right)+u_{x}\operatorname {sen} \theta &\cos \theta +u_{z}^{2}\left(1-\cos \theta \right)\end{pmatrix}}.}
Es fácil verificar que las rotaciones básicas definidas previamente pueden obtenerse como casos particulares de esta última matriz. Para mayores detalles geométricos remitirse a la fórmula de rotación de Rodrigues, donde puede comprobarse que se llega al mismo resultado obtenido.